# Mihail Rocco
Mihail Rocco (scris și Mihail Roco; n. 1 decembrie 1870, Buciumeni, România – d. 5 ianuarie 1931, București, România) a fost un inginer român, întemeietor, alături de Vasile Cristescu, Victor Balaban, Ion Zottu și Ion Ionescu), al revistei Gazeta Matematică. A făcut primii ani de școală la Școala „Cuibul cu barză” din București, liceul la actualul Colegiu Național „Sfântul Sava” din București, apoi Școala Națională de Poduri și Șosele, terminând ca șef de promoție în 1893.
Este cunoscut și pentru realizarea proiectului și supravegherea lucrărilor la clădirea Muzeului Național de Istorie Naturală „Grigore Antipa”, alături de Grigore Cerchez.
A avut un fiu, Dinu Rocco (n. 1910), doctor în drept și scriitor.